# Lipicy (przystanek kolejowy)
Lipicy (ros. Липицы) – przystanek kolejowy w pobliżu miejscowości Lipicy, w rejonie mieszczowskim, w obwodzie kałuskim, w Rosji. Położony jest na linii Moskwa – Briańsk – Kijów.